# Stoelklok

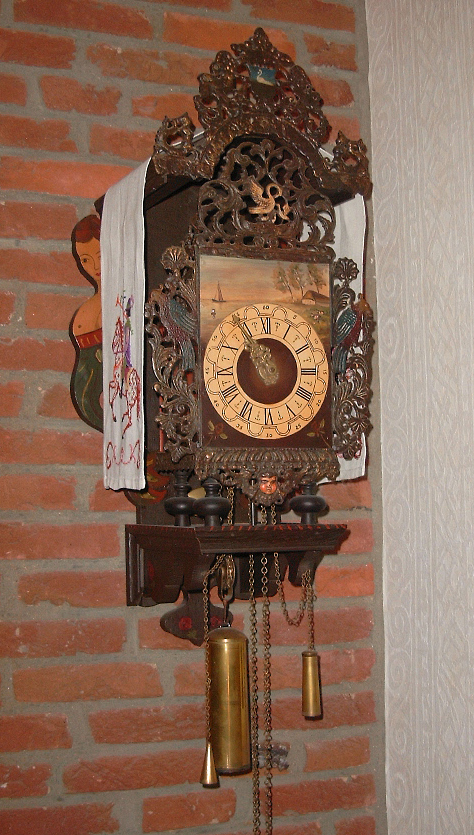
Stoelklok

Een stoelklok is een hangklok waarbij het uurwerk met pootjes op een stoel staat. In Nederland zijn deze vanaf het eerste kwart van de 18e eeuw tot aan het einde van de 18e eeuw veel vervaardigd. Stoelklokken zijn nauw verwant aan de lantaarnklok.

## Friese stoelklok
De Friese stoelklok werd geproduceerd in heel Friesland; een zeer verwant type werd gemaakt in Groningen. De Friese stoelklok is te herkennen aan de beschilderde wijzerplaat, de zeemeerminnen op de achterplank en de vele verguld loden versieringen. De Friese stoelklok heeft een korte slinger. Deze bevindt zich tussen het uurwerk en de achterplank en wordt aangedreven door de drijver van het echappement, een spillegang. De productie van Friese stoelklokken is in de achttiende eeuw begonnen en is aan het einde van diezelfde eeuw verdrongen door het andere type Friese klok: de staartklok.
Ook de Groningse stoelklokken hadden een korte slinger.
De klok heeft een enkel gewicht, waarmee zowel het uurwerk als het slagwerk wordt aangedreven. Het gewicht kan aan de zijde van het slagwerk worden opgetrokken, zodat het uurwerk tijdens het optrekken ongestoord doorloopt.
Verder bevat de klok een wekker, aangedreven door een eigen ketting met een gewichtje aan weerszijden.

## Zaanse klok
Dit type klok werd gemaakt aan de Zaan vlak bij Amsterdam in de periode 1680-1730. De Zaanse klok heeft nauwelijks schilderingen en de wijzerplaat is bekleed met fluweel. Op de bel staat meestal een Atlasfiguur. De gewichten zijn zeer vaak peervormig.
In de twintigste eeuw zijn zeer veel replica's van Zaanse klokken op de Nederlandse markt gekomen, waardoor dit zeldzame kloktype ineens zeer populair werd. Ze werden gemaakt in het Zwarte Woud en door klokken- en barometerfabriek Warmink uit Almelo.

## Twentse stoelklok
Ook in Twente en de Achterhoek werden in de achttiende eeuw stoelklokken gemaakt. Deze klokken van klokkenmakers als Ruempol, Bakker en Ter Swaek zijn nu zeer zeldzaam.